# Hedingen
Hedingen (gzu. Hedige) – miejscowość i gmina (Politische Gemeinde) w północnej Szwajcarii, w kantonie Zurych, w okręgu (Bezirk) Affoltern.

## Demografia
W Hedingen mieszka 3871 osób. W 2021 roku 18,9% populacji gminy stanowiły osoby urodzone poza Szwajcarią.

## Transport
Przez teren gminy przebiega autostrada A4.